# Gran sector alpí

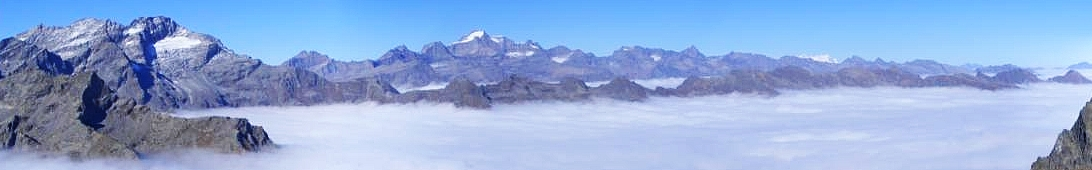
Serra de Lavanne, vista des de la Punta Rossa di Sea; forma part del gran sector alpí dels Alps del nord-oest.

Un gran sector alpí és una de les subdivisions de la serralada dels Alps segons la SOIUSA.

## Definició

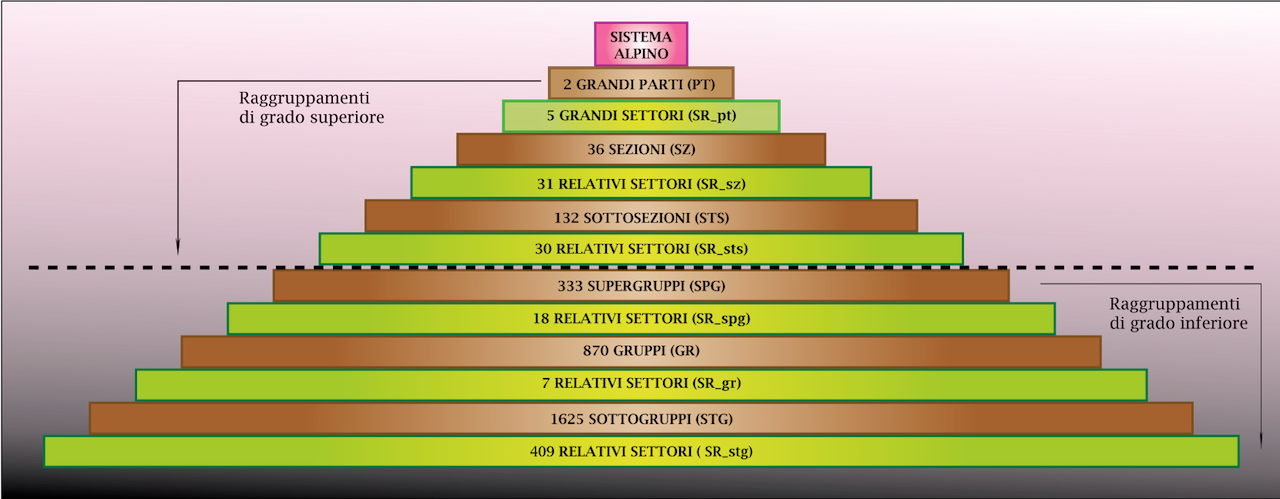
La Piràmide SOIUSA, o les diverses subdivisions dels Alps segons la SOIUSA.

El concepte de "gran sector alpí" va ser definit per la SOIUSA de l'any 2005. Per a procedir a una millor classificació i subdivisió dels Alps, la SOIUSA va superar la històrica tripartició alpina en Alps occidentals, Alps centrals i Alps orientals definida l'any 1926, i va adoptar la bipartició entre Alps occidentals i Alps orientals,
A més s'ha introduït el següent esquema de divisions successives:
- 5 grans sectors (SR)
- 36 seccions (SZ)
- 132 subseccions (STS)
- 333 supergrups (SPG)
- 870 grups (GR)
- 1625 subgrups (STG)

## Codi dels grans sectors
La SOIUSA classifica els grans sectors a través d'una codificació particular. Individualitza a les dues grans parts: Alps occidentals i Alps orientals a través d'una lletra majúscula progressiva.
En detall, els 5 grans sectors són:
- als Alps occidentals:
  - Alps del sud-oest identificats amb la lletra majúscula A;
  - Alps del nord-oest identificats amb la lletra majúscula B;
- als Alps orientals:
  - Alps centrals de l'est identificats amb la lletra majúscula A;
  - Alps del nord-est identificats amb la lletra majúscula B;
  - Alps del sud-est identificats amb la lletra majúscula C;

En l'exemple mencionat anteriorment dels paràmetres SOIUSA del Mont Blanc, s'assenyala que el gran sector són els Alps del nord-oest amb la lletra B.